# マグヌス6世 (ノルウェー王)
マグヌス6世ホーコンソン（Magnus VI Håkonsson、1238年5月1日 - 1280年5月9日）は、ノルウェーの国王。ホーコン4世の子（在位：1263年 - 1280年）。

## 生涯
1263年、父がオークニー諸島に出陣中に陣没したため、その後を継いで即位した。マグヌス6世は父の政策を受け継いでスコットランドとの戦争を継続したが、父と違ってあまり有能な王ではなかったため、次第に戦況不利となり、1266年にマン諸島の支配権を放棄してスコットランドと和睦せざるを得なくなった。
その後は国王権力強化のために立法権を中央に集中させ、議会とたびたび対立しては数多くの法の改正を行なった。1274年には全国法、1276年には都市法を制定している。確かにこの法制定により、王権力の強化と地方で分権的であったノルウェーの統合には成功したが、あまりに性急すぎ、数多く手がけた法改正は議会をはじめ、国民にも評判が悪く、マグヌス6世は「改法王（Lagabøte）」と渾名（あだな）されるに至った。しかし、マグヌス6世の法改正は、後世のノルウェーに大きな影響をもたらすことにもなったのである。
また、マグヌスは王位継承法を制定し、王に後継者のない場合は貴族や聖職者の選挙により王が選出されるものとした。
1280年、43歳で死去。死後、王位は子のエイリーク2世が継いだ。

## 子女
1261年、デンマーク王エーリク4世の娘インゲボー（1244年 - 1287年）と結婚した。
- エイリーク2世（1268年 - 1299年） - ノルウェー王（1273年 - 1299年）
- ホーコン5世（1270年 - 1319年） - ノルウェー王（1299年 - 1319年）